# Even Lovers Get the Blues
Pour plus de détails, voir Fiche technique et Distribution.
Even Lovers Get the Blues  est un film belge écrit et réalisé par Laurent Micheli, sorti en 2017.

## Fiche technique
- Réalisation : Laurent Micheli
- Scénario : Laurent Micheli
- Photographie : Olivier Boonjing
- Son : Simon Jamart
- Casting: Anaël Snoek
- Production : Camille Meynard , Anton Iffland Stettner , Eva Kupperman
- Pays d'origine :  Belgique
- Dates de sortie :
  - Belgique : 30 août 2017

## Distribution
- Marie Denys : Ana
- Tristan Schotte : Arthur
- Adrian Da Fonseca : Dahlia
- Gabriel Da Costa : Graciano
- Séverine Porzio : Léo
- Arnaud Bronsart : Louis
- Frédéric Clou : Agresseur train 1

## Distinctions

### Récompenses
- Prix de la critique au Festival international du film francophone de Namur en 2016
- Best International Feature au FilmOut San Diego en 2017
- Best Narrative Feature au Tel Aviv International LGBT Film Festival en 2017
- Mention spéciale du jury au Durban Gay & Lesbian Film Festival en 2017
- Best Fiction Feature au BangkokThai International Film Festival en 2017
- Prix du meilleur réalisateur au Jim Thorpe Independent Film Festival en 2017
- Most Challenging Film Award au Indie-Lincs International Film Festival en 2017
- Best Feature / Foreign award au Another Independent International Film Festival en 2017
- Best Experimental Feature au Cinema World Fest Awards en 2018
- Meilleur long métrage dramatique au New York City Indie Film Festival en 2018

### Nominations
- Magritte du meilleur premier film en 2018
- Magritte du meilleur espoir féminin en 2018
- Best Narrative Feature au Boston LGBT Film Festival en 2017